# Willem Bilderdijk
Willem Bilderdijk (ur. 7 września 1756 w Amsterdamie, zm. 18 grudnia 1831 w Haarlemie) – holenderski pisarz, poeta i adwokat.

## Życiorys
Pochodził z religijnej kalwińskiej i monarchistycznej rodziny. Dzieciństwo spędził na czytaniu książek. Po studiach prawniczych w Lejdzie pracował jako adwokat w Hadze do 1795, gdy jako orangista (protestancki stronnik księcia Oranii) został zmuszony do emigracji za odmowę złożenia przysięgi wierności republice ustanowionej przez Francuzów. Udał się do Niemiec i następnie do Londynu, gdzie poznał Katherinę Schweickhardt, także poetkę, którą w 1802 poślubił po rozwodzie z pierwszą żoną. W 1806 wrócił do Holandii, gdzie po restauracji miał nadzieję na profesurę w Amsterdamie. Pisał poezję okolicznościową, dydaktyczną i lirykę miłosną oraz dramaty klasycystyczne; w 1799 ukazał się zbiór Mengelpoezy (Poezje zebrane), a w 1820 epos religijny De ondergang der eerste wareld (Zagłada pierwszego świata), w którym dramatycznie zobrazował pierwotną walkę między synem Kaina a potomstwem jego córek. Mimo że wiele jego twórczości było w suchym, retorycznym stylu poprzednich pokoleń, okazjonalnie tworzył dykcję poetycką i pomysły na poezję, które były całkowicie nowe w Holandii. Napisał wiele wierszy religijnych, w tym Gebed (Modlitwa, 1796). Miał konserwatywne poglądy, był wrogiem rewolucji, liberalnego porządku konstytucyjnego i zniesienia niewolnictwa, czym wywarł wpływ na powstanie antyrewolucyjnego ruchu odnowy polityczno-religijnej Het Reveil.